# Boraî Bashir
Pour les articles homonymes, voir Bashir.
Boraî Ahmed Al Bashir (arabe : برعي احمد البشير ; né en 1932 à Omdourman à l'époque au Soudan anglo-égyptien, aujourd'hui au Soudan, et mort le 6 avril 2012 dans la même ville) est un joueur de football international soudanais, qui évoluait au poste de défenseur.

## Biographie

### Carrière en sélection
Avec l'équipe du Soudan, il figure dans le groupe des sélectionnés lors des Coupes d'Afrique des nations de 1957 et de 1959. Il se classe deuxième de la compétition en 1959, derrière la République arabe unie.

## Palmarès
| Al Merreikh - Coupe du Soudan (1) : - Vainqueur : 1962. |  | Soudan - Coupe d'Afrique des nations : - Finaliste : 1959. |